# Prałatura terytorialna Tromsø

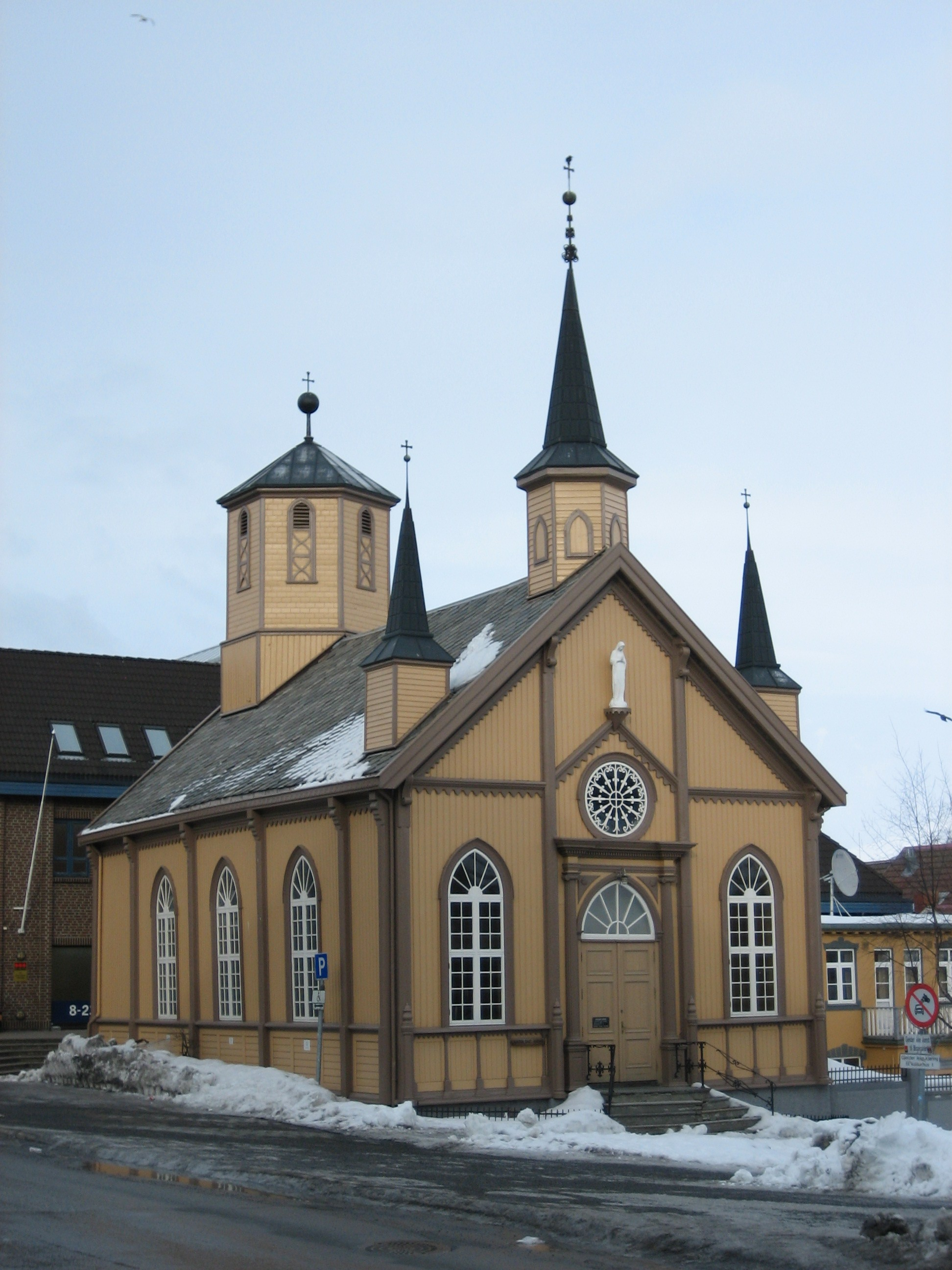
prokatedra pw. Naszej Pani w Tromsø

Prałatura terytorialna Tromsø (łac.: Territorialis Praelatura Tromsoeanus) – rzymskokatolicka jednostka podziału terytorialnego kościoła w Norwegii obejmująca swoim zasięgiem północną część kraju. Siedziba prałata znajduje się w prokatedrze pw. Naszej Pani w Tromsø.

## Historia
- 8 kwietnia 1931 – Misja sui iuris dla Północnej Norwegii
- 10 marca 1944 – Prefektura Apostolska Północnej Norwegii
- 18 lutego 1955 – Wikariat Apostolski Północnej Norwegii
- 28 marca 1979 – Prałatura Terytorialna Tromsø

## Zarządcy prałatury
- 1931–1939 – o. Giovanni Starcke
- 1939–1976 – bp Johann Wember
- 1976–1977 – bp João Batista Przyklenk
- 1977–1977 – o. Walter Huijbregts (prowikariusz)
- 1979–2006 – bp Gerhard Ludwig Goebel
- 2006–2023 – bp Berislav Grgić
- od 2023 – bp Erik Varden (administrator apostolski sede vacante)